# Scale-up
Une scale-up est une entreprise qui peut se concevoir comme une start-up ayant réussi à croître, une entité avec une moyenne de rendement annualisé d'au moins 20 % au cours des 3 dernières années, avec au moins 10 salariés en début de période.
Une scale-up est considérée dans la phase de croissance selon les théories de Miller et Friesen.
L'importance des scale-ups et l'apparition de cette terminologie vient d'une étude du Forum économique mondial qui indique que toutes les start-ups ne réussissent pas, mais celles qui y arrivent ont un grand impact sur la société, à travers de nouvelles technologies[pas clair] et services ainsi que la création de nouveaux emplois.
Afin d'accompagner cette croissance[Laquelle ?], les décideurs se concentrent de plus en plus sur les scale-ups, qui apportent plus de valeur[réf. nécessaire], plutôt que sur de grandes pépinières de start-ups.